# Ровное (Рамешковский район)
Ровное — деревня в Рамешковском районе Тверской области.

## География
Находится в восточной части Тверской области на расстоянии приблизительно 10 км на север от районного центра поселка Рамешки.

## История
Упоминалась в 1627—1629 годах как пустошь. В 1859 году в карельской казенной деревне Ровново — 20 дворов, в 1887 — 35. В советское время работали колхозы «Боевик», им. Горкина, «Новь», «Горский» и подсобные хозяйства Кали¬нинского вагоностроительного и Подольского машиностроительного заводов. В 2001 году в деревне 5 домов постоянных жителей и 13 — собственность наследников и дачников. До 2021 входила в сельское поселение Некрасово Рамешковского района до их упразднения.

## Население
Численность населения: 161 человек (1859 год), 219 (1887), 198 (1936), 21 (1989), 7 (русские 100 %) в 2002 году, 9 в 2010.